# Albo d'oro dei Campionati mondiali di sci nordico
L'albo d'oro dei Campionati mondiali di sci nordico elenca tutti gli atleti e le squadre vincitori di medaglie nelle rassegne iridate, che si svolgono dal 1924 a cadenza variabile. Nel salto con gli sci e nello sci di fondo (ma non nella combinata nordica) dal 1924 al 1984 i Campionati mondiali hanno coinciso, in tutto o in parte, con le gare di sci nordico ai Giochi olimpici invernali e le medaglie olimpiche generalmente avevano anche valenza iridata.
Nel corso del tempo il numero delle gare iridate di sci nordico è progressivamente aumentato e dalle tre prove disputate a Chamonix 1924 si è giunti alle ventidue di Seedorf in Tirol 2019. Le competizioni olimpiche e iridate femminili sono state introdotte a partire da Oslo 1952 nello sci di fondo e a partire da Liberec 2009 nel salto con gli sci. A Oberstdorf 2021 è stata introdotta una gara individuale di combinata nordica femminile.
Nel contesto di alcune rassegne olimpiche (Chamonix-Mont-Blanc 1924, Sankt Moritz 1928, Garmisch-Partenkirchen 1936 e Sankt Moritz 1948) e iridate (Zakopane 1939 e Cortina d'Ampezzo 1941, edizione quest'ultima in seguito dichiarata nulla dalla FIS) si sono disputate anche gare di pattuglia militare, considerate però sport dimostrativo e i cui risultati non vengono quindi inclusi nell'albo d'oro della manifestazione. Un'altra specialità dello sci nordico, il biathlon - posto sotto l'egida di una federazione internazionale distinta dalla FIS, l'IBU -, tradizionalmente viene considerata separatamente; conta proprie rassegne iridate dal 1958 e fa parte del programma olimpico da Squaw Valley 1960.

## Combinata nordica

### Uomini
| Edizione | Individuale Trampolino normale | Sprint Partenza in linea | Trampolino lungo    | Gare a squadre dal trampolino normale | Gare a squadre dal trampolino lungo |
| -------- | ------------------------------ | ------------------------ | ------------------- | ------------------------------------- | ----------------------------------- |
| 1925     | Otakar Německý                 | non disputata            | non disputata       | non disputata                         | non disputata                       |
| 1926     | Johan Grøttumsbråten           | non disputata            | non disputata       | non disputata                         | non disputata                       |
| 1927     | Rudolf Burkert                 | non disputata            | non disputata       | non disputata                         | non disputata                       |
| 1929     | Hans Vinjarengen               | non disputata            | non disputata       | non disputata                         | non disputata                       |
| 1930     | Hans Vinjarengen               | non disputata            | non disputata       | non disputata                         | non disputata                       |
| 1931     | Johan Grøttumsbråten           | non disputata            | non disputata       | non disputata                         | non disputata                       |
| 1933     | Sven Selånger                  | non disputata            | non disputata       | non disputata                         | non disputata                       |
| 1934     | Oddbjørn Hagen                 | non disputata            | non disputata       | non disputata                         | non disputata                       |
| 1935     | Oddbjørn Hagen                 | non disputata            | non disputata       | non disputata                         | non disputata                       |
| 1937     | Sigurd Røen                    | non disputata            | non disputata       | non disputata                         | non disputata                       |
| 1938     | Olaf Hoffsbakken               | non disputata            | non disputata       | non disputata                         | non disputata                       |
| 1939     | Gustav Berauer                 | non disputata            | non disputata       | non disputata                         | non disputata                       |
| 1950     | Heikki Hasu                    | non disputata            | non disputata       | non disputata                         | non disputata                       |
| 1954     | Sverre Stenersen               | non disputata            | non disputata       | non disputata                         | non disputata                       |
| 1958     | Paavo Korhonen                 | non disputata            | non disputata       | non disputata                         | non disputata                       |
| 1962     | Arne Larsen                    | non disputata            | non disputata       | non disputata                         | non disputata                       |
| 1966     | Georg Thoma                    | non disputata            | non disputata       | non disputata                         | non disputata                       |
| 1970     | Ladislav Rygl                  | non disputata            | non disputata       | non disputata                         | non disputata                       |
| 1974     | Ulrich Wehling                 | non disputata            | non disputata       | non disputata                         | non disputata                       |
| 1978     | Konrad Winkler                 | non disputata            | non disputata       | non disputata                         | non disputata                       |
| 1982     | Tom Sandberg                   | non disputata            | non disputata       | Germania Est                          | non disputata                       |
| 1984     | non disputata                  | non disputata            | non disputata       | Norvegia                              | non disputata                       |
| 1985     | Hermann Weinbuch               | non disputata            | non disputata       | Germania Ovest                        | non disputata                       |
| 1987     | Torbjørn Løkken                | non disputata            | non disputata       | Germania Ovest                        | non disputata                       |
| 1989     | Trond Einar Elden              | non disputata            | non disputata       | Norvegia                              | non disputata                       |
| 1991     | Fred Børre Lundberg            | non disputata            | non disputata       | Austria                               | non disputata                       |
| 1993     | Kenji Ogiwara                  | non disputata            | non disputata       | Giappone                              | non disputata                       |
| 1995     | Fred Børre Lundberg            | non disputata            | non disputata       | Giappone                              | non disputata                       |
| 1997     | Kenji Ogiwara                  | non disputata            | non disputata       | Norvegia                              | non disputata                       |
| 1999     | Bjarte Engen Vik               | Bjarte Engen Vik         | non disputata       | Finlandia                             | non disputata                       |
| 2001     | Bjarte Engen Vik               | Marko Baacke             | non disputata       | Norvegia                              | non disputata                       |
| 2003     | Ronny Ackermann                | Johnny Spillane          | non disputata       | Austria                               | non disputata                       |
| 2005     | Ronny Ackermann                | Ronny Ackermann          | non disputata       | Norvegia                              | non disputata                       |
| 2007     | Ronny Ackermann                | Hannu Manninen           | non disputata       | Norvegia                              | non disputata                       |
| 2009     | Todd Lodwick                   | Todd Lodwick             | Bill Demong         | Giappone                              | non disputata                       |
| 2011     | Eric Frenzel                   | non disputata            | Jason Lamy-Chappuis | Austria                               | Austria                             |
| 2013     | Jason Lamy-Chappuis            | non disputata            | Eric Frenzel        | Francia                               | Francia                             |
| 2015     | Johannes Rydzek                | non disputata            | Bernhard Gruber     | Germania                              | Francia                             |
| 2017     | Johannes Rydzek                | non disputata            | Johannes Rydzek     | Germania                              | Germania                            |
| 2019     | Jarl Magnus Riiber             | non disputata            | Eric Frenzel        | Norvegia                              | Germania                            |
| 2021     | Jarl Magnus Riiber             | non disputata            | Johannes Lamparter  | Norvegia                              | Austria                             |
| 2023     | Jarl Magnus Riiber             | non disputata            | Jarl Magnus Riiber  | non disputata                         | Norvegia                            |

### Donne
| Edizione | Individuale Trampolino normale |
| -------- | ------------------------------ |
| 2021     | Gyda Westvold Hansen           |
| 2023     | Gyda Westvold Hansen           |

### Misto
| Edizione | Gara a squadre dal trampolino normale |
| -------- | ------------------------------------- |
| 2023     | Norvegia                              |

## Salto con gli sci

### Uomini
| Edizione | Trampolino lungo      | Trampolino normale    | Gare a squadre dal trampolino lungo | Gare a squadre dal trampolino normale |
| -------- | --------------------- | --------------------- | ----------------------------------- | ------------------------------------- |
| 1924     | Jacob Tullin Thams    | non disputata         | non disputata                       | non disputata                         |
| 1925     | Willen Dick           | non disputata         | non disputata                       | non disputata                         |
| 1926     | Jacob Tullin Thams    | non disputata         | non disputata                       | non disputata                         |
| 1927     | Tore Edman            | non disputata         | non disputata                       | non disputata                         |
| 1928     | Alf Andersen          | non disputata         | non disputata                       | non disputata                         |
| 1929     | Sigmund Ruud          | non disputata         | non disputata                       | non disputata                         |
| 1930     | Gunnar Andersen       | non disputata         | non disputata                       | non disputata                         |
| 1931     | Birger Ruud           | non disputata         | non disputata                       | non disputata                         |
| 1932     | Birger Ruud           | non disputata         | non disputata                       | non disputata                         |
| 1933     | Marcel Raymond        | non disputata         | non disputata                       | non disputata                         |
| 1934     | Kristian Johansson    | non disputata         | non disputata                       | non disputata                         |
| 1935     | Birger Ruud           | non disputata         | non disputata                       | non disputata                         |
| 1936     | Birger Ruud           | non disputata         | non disputata                       | non disputata                         |
| 1937     | Birger Ruud           | non disputata         | non disputata                       | non disputata                         |
| 1938     | Asbjørn Ruud          | non disputata         | non disputata                       | non disputata                         |
| 1939     | Sepp Bradl            | non disputata         | non disputata                       | non disputata                         |
| 1948     | Petter Hugsted        | non disputata         | non disputata                       | non disputata                         |
| 1950     | Hans Bjørnstad        | non disputata         | non disputata                       | non disputata                         |
| 1952     | Arnfinn Bergmann      | non disputata         | non disputata                       | non disputata                         |
| 1954     | Matti Pietikäinen     | non disputata         | non disputata                       | non disputata                         |
| 1956     | Antti Hyvärinen       | non disputata         | non disputata                       | non disputata                         |
| 1958     | Juhani Kärkinen       | non disputata         | non disputata                       | non disputata                         |
| 1960     | Helmut Recknagel      | non disputata         | non disputata                       | non disputata                         |
| 1962     | Helmut Recknagel      | Toralf Engan          | non disputata                       | non disputata                         |
| 1964     | Toralf Engan          | Veikko Kankonen       | non disputata                       | non disputata                         |
| 1966     | Bjørn Wirkola         | Bjørn Wirkola         | non disputata                       | non disputata                         |
| 1968     | Vladimir Belousov     | Jiří Raška            | non disputata                       | non disputata                         |
| 1970     | Garij Napalkov        | Garij Napalkov        | non disputata                       | non disputata                         |
| 1972     | Wojciech Fortuna      | Yukio Kasaya          | non disputata                       | non disputata                         |
| 1974     | Hans-Georg Aschenbach | Hans-Georg Aschenbach | non disputata                       | non disputata                         |
| 1976     | Karl Schnabl          | Hans-Georg Aschenbach | non disputata                       | non disputata                         |
| 1978     | Tapio Räisänen        | Matthias Buse         | non disputata                       | non disputata                         |
| 1980     | Jouko Törmänen        | Toni Innauer          | non disputata                       | non disputata                         |
| 1982     | Matti Nykänen         | Armin Kogler          | Norvegia                            | non disputata                         |
| 1984     | Matti Nykänen         | Jens Weißflog         | Finlandia                           | non disputata                         |
| 1985     | Per Bergerud          | Jens Weißflog         | Finlandia                           | non disputata                         |
| 1987     | Andreas Felder        | Jiří Parma            | Finlandia                           | non disputata                         |
| 1989     | Jari Puikkonen        | Jens Weißflog         | Finlandia                           | non disputata                         |
| 1991     | Franci Petek          | Heinz Kuttin          | Austria                             | non disputata                         |
| 1993     | Espen Bredesen        | Masahiko Harada       | Norvegia                            | non disputata                         |
| 1995     | Tommy Ingebrigtsen    | Takanobu Okabe        | Finlandia                           | non disputata                         |
| 1997     | Masahiko Harada       | Janne Ahonen          | Finlandia                           | non disputata                         |
| 1999     | Martin Schmitt        | Kazuyoshi Funaki      | Germania                            | non disputata                         |
| 2001     | Martin Schmitt        | Adam Małysz           | Germania                            | Austria                               |
| 2003     | Adam Małysz           | Adam Małysz           | Finlandia                           | non disputata                         |
| 2005     | Janne Ahonen          | Rok Benkovič          | Austria                             | Austria                               |
| 2007     | Simon Ammann          | Adam Małysz           | Austria                             | non disputata                         |
| 2009     | Andreas Küttel        | Wolfgang Loitzl       | Austria                             | non disputata                         |
| 2011     | Gregor Schlierenzauer | Thomas Morgenstern    | Austria                             | Austria                               |
| 2013     | Kamil Stoch           | Anders Bardal         | Austria                             | non disputata                         |
| 2015     | Rune Velta            | Severin Freund        | Norvegia                            | non disputata                         |
| 2017     | Stefan Kraft          | Stefan Kraft          | Polonia                             | non disputata                         |
| 2019     | Markus Eisenbichler   | Dawid Kubacki         | Germania                            | non disputata                         |
| 2021     | Stefan Kraft          | Piotr Żyła            | Germania                            | non disputata                         |
| 2023     | Timi Zajc             | Piotr Żyła            | Slovenia                            | non disputata                         |

### Donne
| Edizione | Trampolino normale | Trampolino lungo   | Gara a squadre dal trampolino normale |
| -------- | ------------------ | ------------------ | ------------------------------------- |
| 2009     | Lindsey Van        | non disputata      | non disputata                         |
| 2011     | Daniela Iraschko   | non disputata      | non disputata                         |
| 2013     | Sarah Hendrickson  | non disputata      | non disputata                         |
| 2015     | Carina Vogt        | non disputata      | non disputata                         |
| 2017     | Carina Vogt        | non disputata      | non disputata                         |
| 2019     | Maren Lundby       | non disputata      | Germania                              |
| 2021     | Ema Klinec         | Maren Lundby       | Austria                               |
| 2023     | Katharina Althaus  | Alexandria Loutitt | Germania                              |

### Misto
| Edizione | Gara a squadre dal trampolino normale |
| -------- | ------------------------------------- |
| 2013     | Giappone                              |
| 2015     | Germania                              |
| 2017     | Germania                              |
| 2019     | Germania                              |
| 2021     | Germania                              |
| 2023     | Germania                              |

## Sci di fondo

### Uomini
| Edizione | 18 km 15 km 10 km            | 30 km              | 50 km                | 10 km Sprint           | Inseguimento Skiathlon        | Staffetta                 | Sprint a squadre |
| -------- | ---------------------------- | ------------------ | -------------------- | ---------------------- | ----------------------------- | ------------------------- | ---------------- |
| 1924     | Thorleif Haug                | non disputata      | Thorleif Haug        | non disputata          | non disputata                 | non disputata             | non disputata    |
| 1925     | Otokar Německý               | non disputata      | František Donth      | non disputata          | non disputata                 | non disputata             | non disputata    |
| 1926     | non disputata                | Matti Raivio       | Matti Raivio         | non disputata          | non disputata                 | non disputata             | non disputata    |
| 1927     | John Lindgren                | non disputata      | John Lindgren        | non disputata          | non disputata                 | non disputata             | non disputata    |
| 1928     | Johan Grøttumsbråten         | non disputata      | Per-Erik Hedlund     | non disputata          | non disputata                 | non disputata             | non disputata    |
| 1929     | Veli Saarinen                | non disputata      | Anselm Knuutila      | non disputata          | non disputata                 | non disputata             | non disputata    |
| 1930     | Arne Rustadstuen             | non disputata      | Sven Utterström      | non disputata          | non disputata                 | non disputata             | non disputata    |
| 1931     | Johan Grøttumsbråten         | non disputata      | Ole Stenen           | non disputata          | non disputata                 | non disputata             | non disputata    |
| 1932     | Sven Utterström              | non disputata      | Veli Saarinen        | non disputata          | non disputata                 | non disputata             | non disputata    |
| 1933     | Nils-Joel Englund            | non disputata      | Veli Saarinen        | non disputata          | non disputata                 | Svezia                    | non disputata    |
| 1934     | Sulo Nurmela                 | non disputata      | Elis Wiklund         | non disputata          | non disputata                 | Finlandia                 | non disputata    |
| 1935     | Klaes Karppinen              | non disputata      | Nils-Joel Englund    | non disputata          | non disputata                 | Finlandia                 | non disputata    |
| 1936     | Erik Larsson                 | non disputata      | Elis Wiklund         | non disputata          | non disputata                 | Finlandia                 | non disputata    |
| 1937     | Lars Bergendahl              | non disputata      | Pekka Niemi          | non disputata          | non disputata                 | Norvegia                  | non disputata    |
| 1938     | Pauli Pitkänen               | non disputata      | Kalle Jalkanen       | non disputata          | non disputata                 | Finlandia                 | non disputata    |
| 1939     | Jussi Kurikkala              | non disputata      | Lars Bergendahl      | non disputata          | non disputata                 | Finlandia                 | non disputata    |
| 1948     | Martin Lundström             | non disputata      | Nils Karlsson        | non disputata          | non disputata                 | Svezia                    | non disputata    |
| 1950     | Karl-Erik Åström             | non disputata      | Gunnar Eriksson      | non disputata          | non disputata                 | Svezia                    | non disputata    |
| 1952     | Hallgeir Brenden             | non disputata      | Veikko Hakulinen     | non disputata          | non disputata                 | Finlandia                 | non disputata    |
| 1954     | Veikko Hakulinen             | Vladimir Kuzin     | Vladimir Kuzin       | non disputata          | non disputata                 | Finlandia                 | non disputata    |
| 1956     | Hallgeir Brenden             | Veikko Hakulinen   | Sixten Jernberg      | non disputata          | non disputata                 | Unione Sovietica          | non disputata    |
| 1958     | Veikko Hakulinen             | Kalevi Hämäläinen  | Sixten Jernberg      | non disputata          | non disputata                 | Svezia                    | non disputata    |
| 1960     | Håkon Brusveen               | Sixten Jernberg    | Kalevi Hämäläinen    | non disputata          | non disputata                 | Finlandia                 | non disputata    |
| 1962     | Assar Rönnlund               | Eero Mäntyranta    | Sixten Jernberg      | non disputata          | non disputata                 | Svezia                    | non disputata    |
| 1964     | Eero Mäntyranta              | Eero Mäntyranta    | Sixten Jernberg      | non disputata          | non disputata                 | Svezia                    | non disputata    |
| 1966     | Gjermund Eggen               | Eero Mäntyranta    | Gjermund Eggen       | non disputata          | non disputata                 | Norvegia                  | non disputata    |
| 1968     | Harald Grønningen            | Franco Nones       | Ole Ellefsæter       | non disputata          | non disputata                 | Norvegia                  | non disputata    |
| 1970     | Lars-Göran Åslund            | Vjačeslav Vedenin  | Kalevi Oikarainen    | non disputata          | non disputata                 | Unione Sovietica          | non disputata    |
| 1972     | Sven-Åke Lundbäck            | Vjačeslav Vedenin  | Pål Tyldum           | non disputata          | non disputata                 | Unione Sovietica          | non disputata    |
| 1974     | Magne Myrmo                  | Thomas Magnusson   | Gerhard Grimmer      | non disputata          | non disputata                 | Germania Est              | non disputata    |
| 1976     | Nikolaj Bažukov              | Sergej Savel'ev    | Ivar Formo           | non disputata          | non disputata                 | Finlandia                 | non disputata    |
| 1978     | Józef Łuszczek               | Sergej Savel'ev    | Sven-Åke Lundbäck    | non disputata          | non disputata                 | Svezia                    | non disputata    |
| 1980     | Thomas Wassberg              | Nikolaj Zimjatov   | Nikolaj Zimjatov     | non disputata          | non disputata                 | Unione Sovietica          | non disputata    |
| 1982     | Oddvar Brå                   | Thomas Eriksson    | Thomas Wassberg      | non disputata          | non disputata                 | Norvegia Unione Sovietica | non disputata    |
| 1985     | Kari Härkönen                | Gunde Svan         | Gunde Svan           | non disputata          | non disputata                 | Norvegia                  | non disputata    |
| 1987     | Marco Albarello              | Thomas Wassberg    | Maurilio De Zolt     | non disputata          | non disputata                 | Svezia                    | non disputata    |
| 1989     | Harri Kirvesniemi Gunde Svan | Vladimir Smirnov   | Gunde Svan           | non disputata          | non disputata                 | Svezia                    | non disputata    |
| 1991     | Bjørn Dæhlie                 | Gunde Svan         | Torgny Mogren        | Terje Langli           | non disputata                 | Norvegia                  | non disputata    |
| 1993     | non disputata                | Bjørn Dæhlie       | Torgny Mogren        | Sture Sivertsen        | Bjørn Dæhlie Vladimir Smirnov | Norvegia                  | non disputata    |
| 1995     | non disputata                | Vladimir Smirnov   | Silvio Fauner        | Vladimir Smirnov       | Vladimir Smirnov              | Norvegia                  | non disputata    |
| 1997     | non disputata                | Aleksej Prokurorov | Mika Myllylä         | Bjørn Dæhlie           | Bjørn Dæhlie                  | Norvegia                  | non disputata    |
| 1999     | non disputata                | Mika Myllylä       | Mika Myllylä         | Mika Myllylä           | Thomas Alsgaard               | Austria                   | non disputata    |
| 2001     | Per Elofsson                 | Andrus Veerpalu    | Johann Mühlegg       | Tor-Arne Hetland       | Per Elofsson                  | Norvegia                  | non disputata    |
| 2003     | Axel Teichmann               | Thomas Alsgaard    | Martin Koukal        | Thobias Fredriksson    | Per Elofsson                  | Norvegia                  | non disputata    |
| 2005     | Pietro Piller Cottrer        | non disputata      | Frode Estil          | Vasilij Ročev          | Vincent Vittoz                | Norvegia                  | Norvegia         |
| 2007     | Lars Berger                  | non disputata      | Odd-Bjørn Hjelmeset  | Jens Arne Svartedal    | Axel Teichmann                | Norvegia                  | Italia           |
| 2009     | Andrus Veerpalu              | non disputata      | Petter Northug       | Ola Vigen Hattestad    | Petter Northug                | Norvegia                  | Norvegia         |
| 2011     | Matti Heikkinen              | non disputata      | Petter Northug       | Marcus Hellner         | Petter Northug                | Norvegia                  | Canada           |
| 2013     | Petter Northug               | non disputata      | Johan Olsson         | Nikita Krjukov         | Dario Cologna                 | Norvegia                  | Russia           |
| 2015     | Johan Olsson                 | non disputata      | Petter Northug       | Petter Northug         | Maksim Vylegžanin             | Norvegia                  | Norvegia         |
| 2017     | Iivo Niskanen                | non disputata      | Alex Harvey          | Federico Pellegrino    | Sergej Ustjugov               | Norvegia                  | Russia           |
| 2019     | Martin Johnsrud Sundby       | non disputata      | Hans Christer Holund | Johannes Høsflot Klæbo | Sjur Røthe                    | Norvegia                  | Norvegia         |
| 2021     | Hans Christer Holund         | non disputata      | Emil Iversen         | Johannes Høsflot Klæbo | Aleksandr Bol'šunov           | Norvegia                  | Norvegia         |
| 2023     | Simen Hegstad Krüger         | non disputata      | Pål Golberg          | Johannes Høsflot Klæbo | Simen Hegstad Krüger          | Norvegia                  | Norvegia         |

### Donne
| Edizione | 10 km                              | 15 km             | 20 km 30 km 50 km       | 5 km Sprint                | Inseguimento Skiathlon | Staffetta                 | Sprint a squadre |
| -------- | ---------------------------------- | ----------------- | ----------------------- | -------------------------- | ---------------------- | ------------------------- | ---------------- |
| 1952     | Lydia Wideman                      | non disputata     | non disputata           | non disputata              | non disputata          | non disputata             | non disputata    |
| 1954     | Ljubov' Kozyreva                   | non disputata     | non disputata           | non disputata              | non disputata          | Unione Sovietica          | non disputata    |
| 1956     | Ljubov' Kozyreva                   | non disputata     | non disputata           | non disputata              | non disputata          | Finlandia                 | non disputata    |
| 1958     | Alevtina Kolčina                   | non disputata     | non disputata           | non disputata              | non disputata          | Unione Sovietica          | non disputata    |
| 1960     | Marija Gusakova                    | non disputata     | non disputata           | non disputata              | non disputata          | Svezia                    | non disputata    |
| 1962     | Alevtina Kolčina                   | non disputata     | non disputata           | Alevtina Kolčina           | non disputata          | Unione Sovietica          | non disputata    |
| 1964     | Klavdija Bojarskich                | non disputata     | non disputata           | Klavdija Bojarskich        | non disputata          | Unione Sovietica          | non disputata    |
| 1966     | Klavdija Bojarskich                | non disputata     | non disputata           | Alevtina Kolčina           | non disputata          | Unione Sovietica          | non disputata    |
| 1968     | Toini Gustafsson                   | non disputata     | non disputata           | Toini Gustafsson           | non disputata          | Norvegia                  | non disputata    |
| 1970     | Alevtina Oljunina                  | non disputata     | non disputata           | Galina Kulakova            | non disputata          | Unione Sovietica          | non disputata    |
| 1972     | Galina Kulakova                    | non disputata     | non disputata           | Galina Kulakova            | non disputata          | Unione Sovietica          | non disputata    |
| 1974     | Galina Kulakova                    | non disputata     | non disputata           | Galina Kulakova            | non disputata          | Unione Sovietica          | non disputata    |
| 1976     | Raisa Smetanina                    | non disputata     | non disputata           | Helena Takalo              | non disputata          | Unione Sovietica          | non disputata    |
| 1978     | Zinaida Amosova                    | non disputata     | Zinaida Amosova         | Helena Takalo              | non disputata          | Finlandia                 | non disputata    |
| 1980     | Barbara Petzold                    | non disputata     | Veronika Schmidt        | Raisa Smetanina            | non disputata          | Germania Est              | non disputata    |
| 1982     | Berit Aunli                        | non disputata     | Raisa Smetanina         | Berit Aunli                | non disputata          | Norvegia Unione Sovietica | non disputata    |
| 1985     | Anette Bøe                         | non disputata     | Grete Ingeborg Nykkelmo | Anette Bøe                 | non disputata          | Unione Sovietica          | non disputata    |
| 1987     | Anne Jahren                        | non disputata     | Marie-Helene Östlund    | Marjo Matikainen           | non disputata          | Unione Sovietica          | non disputata    |
| 1989     | Marja-Liisa Kirveniemi Elena Välbe | Marjo Matikainen  | Elena Välbe             | non disputata              | non disputata          | Finlandia                 | non disputata    |
| 1991     | Elena Välbe                        | Elena Välbe       | Ljubov' Egorova         | Trude Dybendahl            | non disputata          | Unione Sovietica          | non disputata    |
| 1993     | non disputata                      | Elena Välbe       | Stefania Belmondo       | Larisa Lazutina            | Stefania Belmondo      | Russia                    | non disputata    |
| 1995     | non disputata                      | Larisa Lazutina   | Elena Välbe             | Larisa Lazutina            | Larisa Lazutina        | Russia                    | non disputata    |
| 1997     | non disputata                      | Elena Välbe       | Elena Välbe             | Elena Välbe                | Elena Välbe            | Russia                    | non disputata    |
| 1999     | non disputata                      | Stefania Belmondo | Larisa Lazutina         | Bente Skari                | Stefania Belmondo      | Russia                    | non disputata    |
| 2001     | Bente Skari                        | Bente Skari       | non disputata           | Pirjo Muranen              | Virpi Kuitunen         | Russia                    | non disputata    |
| 2003     | Bente Skari                        | Bente Skari       | Ol'ga Zav'jalova        | Marit Bjørgen              | Kristina Šmigun-Vähi   | Germania                  | non disputata    |
| 2005     | Kateřina Neumannová                | non disputata     | Marit Bjørgen           | Emelie Öhrstig             | Julija Čepalova        | Norvegia                  | Norvegia         |
| 2007     | Kateřina Neumannová                | non disputata     | Virpi Kuitunen          | Astrid Uhrenholdt Jacobsen | Ol'ga Zav'jalova       | Finlandia                 | Finlandia        |
| 2009     | Aino-Kaisa Saarinen                | non disputata     | Justyna Kowalczyk       | Arianna Follis             | Justyna Kowalczyk      | Finlandia                 | Finlandia        |
| 2011     | Marit Bjørgen                      | non disputata     | Therese Johaug          | Marit Bjørgen              | Marit Bjørgen          | Norvegia                  | Svezia           |
| 2013     | Therese Johaug                     | non disputata     | Marit Bjørgen           | Marit Bjørgen              | Marit Bjørgen          | Norvegia                  | Stati Uniti      |
| 2015     | Charlotte Kalla                    | non disputata     | Therese Johaug          | Marit Bjørgen              | Therese Johaug         | Norvegia                  | Norvegia         |
| 2017     | Marit Bjørgen                      | non disputata     | Marit Bjørgen           | Maiken Caspersen Falla     | Marit Bjørgen          | Norvegia                  | Norvegia         |
| 2019     | Therese Johaug                     | non disputata     | Therese Johaug          | Maiken Caspersen Falla     | Therese Johaug         | Svezia                    | Svezia           |
| 2021     | Therese Johaug                     | non disputata     | Therese Johaug          | Jonna Sundling             | Therese Johaug         | Norvegia                  | Svezia           |
| 2023     | Jessica Diggins                    | non disputata     | Ebba Andersson          | Jonna Sundling             | Ebba Andersson         | Norvegia                  | Svezia           |

## Medagliere per nazioni

### Generale
| Pos. | Nazione          | Oro | Argento | Bronzo | Totale |
| ---- | ---------------- | --- | ------- | ------ | ------ |
| 1    | Norvegia         | 176 | 141     | 136    | 451    |
| 2    | Finlandia        | 78  | 93      | 85     | 256    |
| 3    | Svezia           | 65  | 68      | 64     | 197    |
| 4    | Unione Sovietica | 56  | 45      | 42     | 143    |
| 5    | Germania         | 38  | 46      | 28     | 112    |
| 6    | Russia           | 26  | 32      | 31     | 89     |
| 7    | Austria          | 26  | 31      | 40     | 97     |
| 8    | Germania Est     | 16  | 19      | 14     | 49     |
| 9    | Italia           | 12  | 23      | 24     | 59     |
| 10   | Polonia          | 12  | 7       | 12     | 31     |
| 11   | Giappone         | 11  | 16      | 17     | 44     |
| 12   | Cecoslovacchia   | 8   | 13      | 15     | 36     |
| 13   | Stati Uniti      | 8   | 5       | 8      | 21     |
| 14   | Francia          | 6   | 4       | 14     | 24     |
| 15   | Svizzera         | 4   | 6       | 10     | 20     |
| 16   | Kazakistan       | 4   | 1       | 4      | 9      |
| 17   | Germania Ovest   | 4   | 1       | 2      | 7      |
| 18   | Rep. Ceca        | 3   | 6       | 6      | 15     |
| 19   | Estonia          | 3   | 5       | 2      | 10     |
| 20   | Slovenia         | 3   | 3       | 5      | 11     |
| 21   | Canada           | 3   | 1       | 3      | 7      |
| 22   | Spagna           | 1   | 1       | 0      | 2      |
| 23   | Jugoslavia       | 1   | 0       | 0      | 1      |
| 24   | Bielorussia      | 0   | 1       | 0      | 1      |
| 25   | Ucraina          | 0   | 0       | 2      | 2      |
| 26   | Bulgaria         | 0   | 0       | 1      | 1      |

### Uomini
| Pos. | Nazione          | Oro | Argento | Bronzo | Totale |
| ---- | ---------------- | --- | ------- | ------ | ------ |
| 1    | Norvegia         | 129 | 113     | 94     | 334    |
| 2    | Finlandia        | 61  | 65      | 58     | 184    |
| 3    | Svezia           | 52  | 48      | 46     | 146    |
| 4    | Germania         | 27  | 37      | 25     | 89     |
| 5    | Austria          | 25  | 25      | 35     | 85     |
| 6    | Unione Sovietica | 18  | 21      | 23     | 62     |
| 7    | Germania Est     | 13  | 15      | 11     | 39     |
| 8    | Giappone         | 10  | 12      | 13     | 35     |
| 9    | Polonia          | 9   | 4       | 9      | 22     |
| 10   | Cecoslovacchia   | 8   | 12      | 11     | 31     |
| 11   | Russia           | 7   | 15      | 14     | 36     |
| 12   | Italia           | 7   | 11      | 16     | 34     |
| 13   | Francia          | 6   | 4       | 13     | 23     |
| 14   | Svizzera         | 4   | 6       | 9      | 19     |
| 15   | Stati Uniti      | 4   | 2       | 4      | 10     |
| 16   | Kazakistan       | 4   | 1       | 4      | 9      |
| 17   | Germania Ovest   | 4   | 1       | 2      | 7      |
| 18   | Estonia          | 2   | 2       | 0      | 4      |
| 19   | Canada           | 2   | 1       | 2      | 5      |
| 20   | Rep. Ceca        | 1   | 5       | 4      | 9      |
| 21   | Spagna           | 1   | 1       | 0      | 2      |
| 22   | Slovenia         | 3   | 0       | 3      | 6      |
| 23   | Jugoslavia       | 1   | 0       | 0      | 1      |
| 24   | Bielorussia      | 0   | 1       | 0      | 1      |
| 25   | Bulgaria         | 0   | 0       | 1      | 1      |

### Donne
| Pos. | Nazione          | Oro | Argento | Bronzo | Totale |
| ---- | ---------------- | --- | ------- | ------ | ------ |
| 1    | Norvegia         | 46  | 26      | 38     | 110    |
| 2    | Unione Sovietica | 38  | 24      | 19     | 81     |
| 3    | Russia           | 19  | 17      | 17     | 53     |
| 4    | Finlandia        | 17  | 28      | 27     | 72     |
| 5    | Svezia           | 13  | 20      | 18     | 51     |
| 6    | Germania         | 7   | 8       | 2      | 17     |
| 7    | Italia           | 5   | 12      | 8      | 25     |
| 8    | Stati Uniti      | 4   | 3       | 4      | 11     |
| 9    | Germania Est     | 3   | 4       | 3      | 10     |
| 10   | Polonia          | 2   | 3       | 3      | 8      |
| 11   | Rep. Ceca        | 2   | 1       | 2      | 5      |
| 12   | Austria          | 1   | 3       | 5      | 9      |
| 13   | Estonia          | 1   | 3       | 2      | 6      |
| 14   | Canada           | 1   | 0       | 1      | 2      |
| 15   | Giappone         | 0   | 4       | 2      | 6      |
| 16   | Slovenia         | 0   | 2       | 1      | 3      |
| 17   | Cecoslovacchia   | 0   | 1       | 4      | 5      |
| 18   | Ucraina          | 0   | 0       | 2      | 2      |
| 19   | Francia          | 0   | 0       | 1      | 1      |
| 19   | Svizzera         | 0   | 0       | 1      | 1      |

### Misto
| Pos. | Nazione  | Oro | Argento | Bronzo | Totale |
| ---- | -------- | --- | ------- | ------ | ------ |
| 1    | Germania | 4   | 1       | 1      | 6      |
| 2    | Norvegia | 1   | 2       | 1      | 4      |
| 3    | Giappone | 1   | 0       | 2      | 3      |
| 4    | Austria  | 0   | 3       | 1      | 4      |
| 5    | Slovenia | 0   | 0       | 1      | 1      |